# Пентаталлийтринеодим
Пентаталлийтринеодим — бинарное неорганическое соединение, интерметаллид неодима и таллия с формулой Nd3Tl5, кристаллы.

## Получение
- Сплавление стехиометрических количеств чистых веществ:

{\displaystyle {\mathsf {3Nd+5Tl\ {\xrightarrow {1100^{o}C}}\ Nd_{3}Tl_{5}}}}

## Физические свойства
Пентаталлийтринеодим образует кристаллы ромбической сингонии, пространственная группа C mcm, параметры ячейки a = 1,021 нм, b = 0,823 нм, c = 1,044 нм, Z = 4, структура типа пентапалладийтриплутония Pu3Pd5.
Соединение образуется по перитектической реакции при температуре 1100 °C.